# Championnats d'Europe de gymnastique rythmique 1997
Navigation
Édition précédente Édition suivante
Les championnats d'Europe de gymnastique rythmique 1997, treizième édition des championnats d'Europe de gymnastique rythmique, ont eu lieu en 1997 à Patras, en Grèce.